# Pedrosillo el Ralo
Pedrosillo el Ralo è un comune spagnolo di 144 abitanti situato nella comunità autonoma di Castiglia e León.